# Irrationnel quadratique
Un irrationnel quadratique est un nombre irrationnel solution d'une équation quadratique à coefficients rationnels, et donc d'une équation quadratique à coefficients entiers. Dit autrement, c'est un nombre réel qui est racine d'un polynôme du second degré à coefficients rationnels irréductible sur le corps ℚ des rationnels, c'est-à-dire un nombre réel algébrique de degré 2.
Un irrationnel quadratique s'écrit r + s√d, où r, s sont des rationnels et d un entier naturel sans facteur carré.
Il engendre donc un corps quadratique réel ℚ(√d), où d est un entier positif sans facteur carré.
Les irrationnels quadratiques sont caractérisés par la périodicité à partir d'un certain rang de leur développement en fraction continue d'après le théorème de Lagrange.

## Exemples
- Les exemples les plus simples d'irrationnels quadratiques sont les racines carrées d'entiers naturels qui ne sont pas des carrés parfaits, comme √2). On démontre en effet que si un entier n'est pas le carré d'un entier alors, il n'est pas non plus le carré d'un rationnel (voir racine carrée d'un entier naturel#Irrationalité) ;
- plus généralement, tout entier algébrique réel non entier est irrationnel[1], et donc en particulier les entiers algébriques de degré 2, comme les racines carrées d'entiers mais aussi le nombre d'or 1+√5/2 (dont l'irrationnalité se déduit également de celle de √5) ;

## Caractérisation
La racine réelle d'un polynôme du second degré à coefficients entiers, peut toujours s'écrire :
{\displaystyle {\frac {a\pm {\sqrt {b}}}{c}}}
où a est un entier relatif, a un entier naturel non nul, et c un entier relatif non nul. L'irrationnalité de ce nombre équivaut à celle de √c, d'où la caractérisation annoncée en introduction.